# МіГ-15
МіГ-15 — радянський винищувач, розроблений ОКБ Мікояна і Гуревича в кінці 1940-х років. Наймасовіший реактивний бойовий літак в історії авіації, що перебував на озброєнні багатьох країн світу.

## Історія
При створенні перших реактивних винищувачів радянські конструктори зіткнулися з проблемою відсутності потужних і надійних реактивних двигунів. Перші радянські реактивні винищувачі оснащувалися копіями трофейних німецьких двигунів BMW-003 і Jumo-004, крім того, було створено декілька типів дослідних і малосерійних винищувачів з комбінованою силовою установкою, а також декілька винищувачів ракетопланів. В ОКБ Мікояна у цей період були створені МіГ-9, МіГ-13 і ракетоплан І-270.
Новий етап у розвитку радянського авіабудування настав із закупівлею в Англії ТРД Rolls-Royce Derwent V і Nene. В ОКБ Мікояна опрацьовувалися два варіанти винищувача з двигуном Rolls-Royce Nene, перший з них І-320, шифр «ФН», був винищувач МіГ-9 з прямим крилом, оснащений новим двигуном, другий — прогресивнішої схеми з осесиметричним розташуванням двигуна у хвостовій частині фюзеляжу і стрілоподібним крилом. Проєкт був позначений І-310 і отримав шифр «С». Згодом цей винищувач під позначенням МіГ-15 став наймасовішим реактивним літаком в історії літакобудування. Було випущено понад 15 тисяч машин, які надійшли на озброєння ВПС і ППО СРСР, а також військово-повітряних сил близько сорока інших країн. Перші МіГ-15 були прийняті на озброєння в 1949 році в Радянському Союзі, досі зостаються на озброєнні ВПС Північної Кореї.
МіГ-15 став одним з основних (поруч із F-86 Сейбр з іншого боку) винищувачів Корейської війни 1950—1953 років, застосовувався в арабо-ізраїльських війнах та в численних менш значних конфліктах по всьому світу.
Навчально-тренувальний варіант МіГ-15УТІ на багато років став основним радянським навчальним літаком, а також країн-учасниць Варшавського договору, КНР і багатьох інших.
Понад півтисячі одиниць МіГ-15УТІ випущені впродовж 1950—1954 років Харківським авіазаводом.

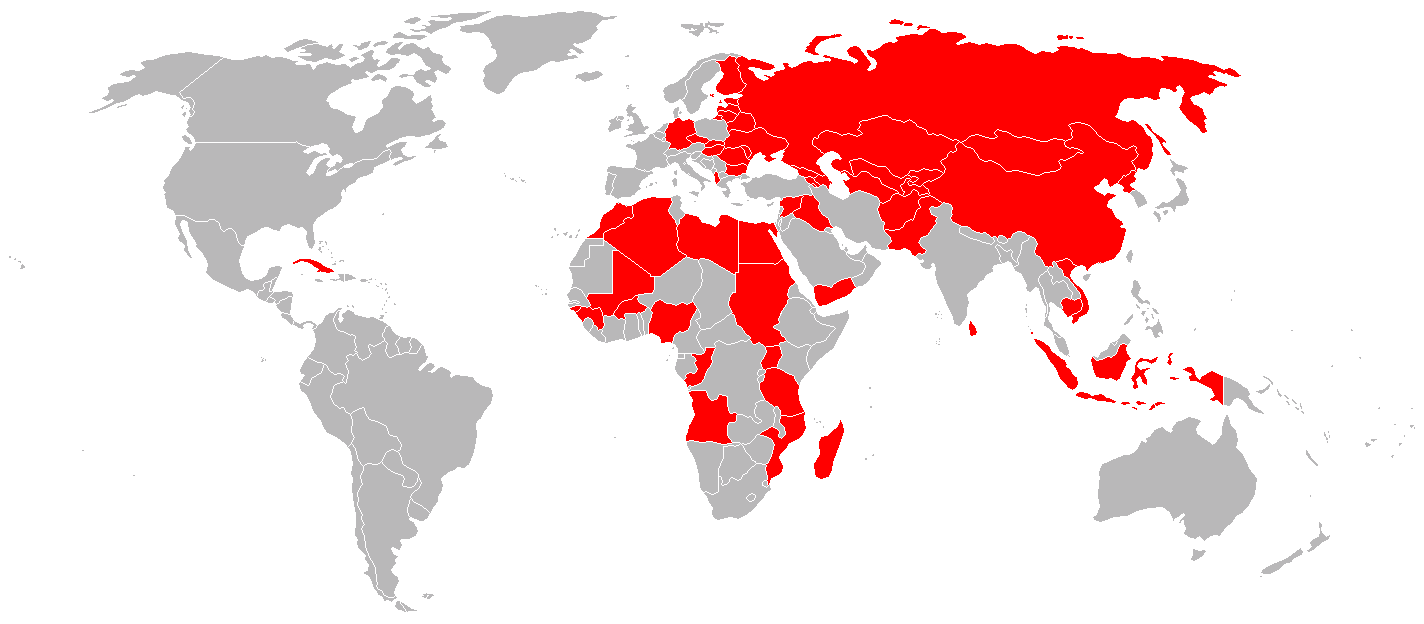
Країни-експлуатанти МіГ-15

## Галерея

Пам'ятник у вигляді МіГ-15 (Бровари)
Пам'ятник у вигляді МіГ-15 (Тернопіль)